# Tipula (Acutipula) nigroantennata
Tipula (Acutipula) nigroantennata is een tweevleugelige uit de familie langpootmuggen (Tipulidae). De soort komt voor in het Palearctisch gebied.
De wetenschappelijke naam voor de soort werd voor het eerst geldig gepubliceerd in 1961 door Evgeniy Nikolaevich Savchenko.